# Erik L'Homme
Pour les articles homonymes, voir L'Homme.
Erik L'Homme, né le 22 décembre 1967 à Grenoble, est un écrivain français qui a notamment écrit des ouvrages destinés à la jeunesse et des ouvrages de science-fiction et de fantasy.

## Biographie
Erik L'Homme naît à Grenoble et passe son enfance à Dieulefit, dont la branche maternelle de sa famille est originaire. Il n'aime pas trop l'école, à l'exception des matières littéraires, et s'épanouit principalement dans le cadre d'activités parascolaires (piano, rugby…) et avec des randonnées dans la nature qu'il pratique en compagnie de son père et de ses frères.
Après avoir passé une maîtrise d'histoire à l'université de Lyon, il part à la découverte du monde pendant de nombreuses années, accompagné de l'un de ses frères, photographe, dans des voyages qui les conduisent du Pakistan à la Malaisie en passant par l'Afghanistan, les Philippines, le Liban, le Maroc et la Thaïlande.
De retour en France, il reprend des études doctorales à l'EHESS, qu'il n'achève pas, puis écrit son premier ouvrage, consacré au royaume de Chitrâl (Pakistan) où son frère et lui ont séjourné pendant deux ans, et à sa langue (le khowar) qu'ils y ont apprise. Après sa rencontre avec Jean-Philippe Arrou-Vignod, auteur et directeur littéraire chez Gallimard, il se lance dans l'écriture de romans jeunesse avec la publication en 2001 de Qadehar le sorcier, premier tome de la trilogie Le Livre des étoiles. Une première publication qui recevra dès sa sortie le prix Jeunesse du Festival international de géographie de Saint-Dié-des-Vosges.
Il a notamment publié la trilogie Le Livre des étoiles, celle des Maîtres des brisants (un space opera), l'album des Contes d'un royaume perdu (illustré par François Place), Phænomen, thriller fantastique en trois tomes également qui commence à avoir du succès à l'étranger, ainsi que les premiers tomes d'une nouvelle série fantastique intitulée A comme Association, commencée avec Pierre Bottero.
En 2014, avec la série Terre-Dragon, il revient au genre de la fantasy qui était celui du Livre des étoiles.
Il réside dans la Drôme.

## Œuvre

### Des pas dans la neige
Écrivain particulièrement connu pour ses ouvrages destinés à la jeunesse, Erik L'Homme se lance, avec Des pas dans la neige, dans le récit d'aventure, relatant ses expéditions à la recherche d'un « homme sauvage » qui l'ont conduit dans l'Hindou Kouch, dans la frange nord du Pakistan au début des années 1990, aux côtés du zoologue Jordi Magraner. Le récit est tout à la fois celui d'une initiation personnelle, souvent dure (« Je me croyais jusque-là fort intérieurement et faible extérieurement, mais j’eus régulièrement la preuve de l’inverse ! », p. 72), parfois humoristique, dans les rudes conditions de ces vallées d'altitude, ainsi qu'une réflexion sur ces peuples montagnards que sont les Chitralis ou les Kalash païens, vivant encore dans une autre temporalité que les Occidentaux et soumis peu à peu au cadre rigide de l'islam,.

### Auteur à succès
La trilogie du Livre des étoiles s'est vendue à 650 000 exemplaires (éditions francophones) et a été traduite en 26 langues.
Erik L'homme a vendu 1 600 000 exemplaires de ses douze titres en France et plusieurs millions d'autres à l'étranger. Il est l'auteur jeunesse le plus vendu en France

## Ouvrages
- Parlons khowar : langue et culture de l'ancien royaume de Chitral au Pakistan, Éditions L'Harmattan, 1999  (ISBN 9782738475633)
- Le Livre des étoiles
  - Tome 1 : Qadehar le sorcier, Gallimard Jeunesse, Paris, 2001  (ISBN 2-07-053937-7)
  - Tome 2 : Le Seigneur Sha, Gallimard Jeunesse, Paris, 2002  (ISBN 2-07-053941-5)
  - Tome 3 : Le Visage de l'Ombre, Gallimard Jeunesse, Paris, 2003  (ISBN 2-07-055271-3)
- Les Maîtres des brisants
  - Tome 1 : Chien-de-la-lune, Gallimard Jeunesse, Paris, 2004   (ISBN 978-2070559282)
  - Tome 2 : Le Secret des abîmes, 2005, Gallimard Jeunesse, Paris  (ISBN 978-2070511518)
  - Tome 3 : Seigneurs de guerre, Gallimard Jeunesse, Paris, 2009  (ISBN 2-07-062390-4)
- Contes d'un royaume perdu, illustré par François Place, 2005, Gallimard Jeunesse  (ISBN 978-2070552979)
- Phænomen
  - Tome 1 : Phaenomen, Gallimard Jeunesse, 2006  (ISBN 978-2070575367)
  - Tome 2 : Plus près du secret, Gallimard Jeunesse, 2007  (ISBN 978-2070611478)
  - Tome 3 : En des lieux obscurs, Gallimard Jeunesse, 2008  (ISBN 978-2070617340)
- Cochon rouge, Gallimard Jeunesse, collection Folio Junior, 2009  (ISBN 2070625575)
- Des pas dans la neige, aventures au Pakistan, Gallimard Jeunesse, 2010
- A comme Association
  - Tome 1 : La Pâle lumière des ténèbres, Gallimard Jeunesse et Rageot Éditeur, 2010 (ISBN 978-2-07-063466-8)
  - Tome 2 : Les Limites obscures de la magie (écrit par Pierre Bottero), Gallimard Jeunesse et Rageot Éditeur, 2010 (ISBN 978-2-07-063468-2)
  - Tome 3 : L'Étoffe fragile du monde Gallimard Jeunesse et Rageot Éditeur, , 2011 (ISBN 978-2-07-063469-9)
  - Tome 4 : Le Subtil Parfum du soufre (écrit par Pierre Bottero), Gallimard Jeunesse et Rageot Éditeur, 2011 (ISBN 978-2-07-063467-5)
  - Tome 5 : Là où les mots n'existent pas, Gallimard Jeunesse et Rageot Éditeur, 2011 (ISBN 978-2-07-063846-8)
  - Tome 6 : Ce qui dort dans la nuit, Gallimard Jeunesse et Rageot Éditeur, 2011 (ISBN 978-2-07-064207-6)
  - Tome 7 : Car nos cœurs sont hantés, Gallimard Jeunesse et Rageot Éditeur, 2012 (ISBN 978-2-07-064440-7)
  - Tome 8 : Le Regard brûlant des étoiles, Gallimard Jeunesse et Rageot Éditeur, 2012 (ISBN 978-2-07-064883-2)
- Le Regard des princes à minuit, Gallimard Jeunesse, 2014  (ISBN 978-2-07-065840-4)
- Terre-Dragon
  - Tome 1 : Le Souffle des pierres, Série Romans Junior, Gallimard Jeunesse, 2014
  - Tome 2 : Le Chant du fleuve, Série Romans Junior, Gallimard Jeunesse, 2014
  - Tome 3 : Les Sortilèges du vent, Série Romans Junior, Gallimard Jeunesse, 2015
- La Patience du Héron, textes Erik L'Homme, illustrations Lorène Bihorel, Gallimard Jeunesse, 2017
- Nouvelle Sparte, Gallimard Jeunesse, 2017
- Déchirer les ombres, Editions Calmann-Levy, 2018[14]
- Un peu de nuit en plein jour, Editions Calmann-Levy, 2019
- MASCA. Manuel de survie en cas d'apocalypse, illustré par Eloïse Scherrer, Gallimard Jeunesse, 2019
- Sidh, écrit avec Frédéric L'Homme et illustré par Régit Penet
  - Tome 1 : Le génie du frigo, Auzou Philippe Eds, 2020
  - Tome 2 : N'arrête jamais, Auzou Philippe Eds, 2021
- Cosaques Blues, Editions Calmann-Levy, 2022[15]
- Les Murmures du ciel - Ou quand revient Jeanne, éd. Héloïse d'Ormesson, 2023,  (ISBN 978-2-35087-812-6)
- Le Grand Voyage[16], Gallimard jeunesse, 2023

## Prix et distinctions
- Prix Amerigo-Vespucci Jeunesse[17] 2001 pour Le Livre des étoiles
- Prix des dévoreurs de livres[18] 2007 pour Phaenomen
- Prix Les Mordus du polar[19] 2007 pour Phaenomen
- Prix Farniente[20] 2008 pour Phaenomen
- Prix des dévoreurs de livres[18] 2021 pour  Masca : manuel de survie en cas d'apocalypse avec Éloïse Scherrer
- Prix Bernard Versele[21] 2022 pour Masca : manuel de survie en cas d'apocalypse avec Éloïse Scherrer
- Prix Ouest-France Dimoitou 2024 pour Le grand voyage[22].